# Estádio de Strahov

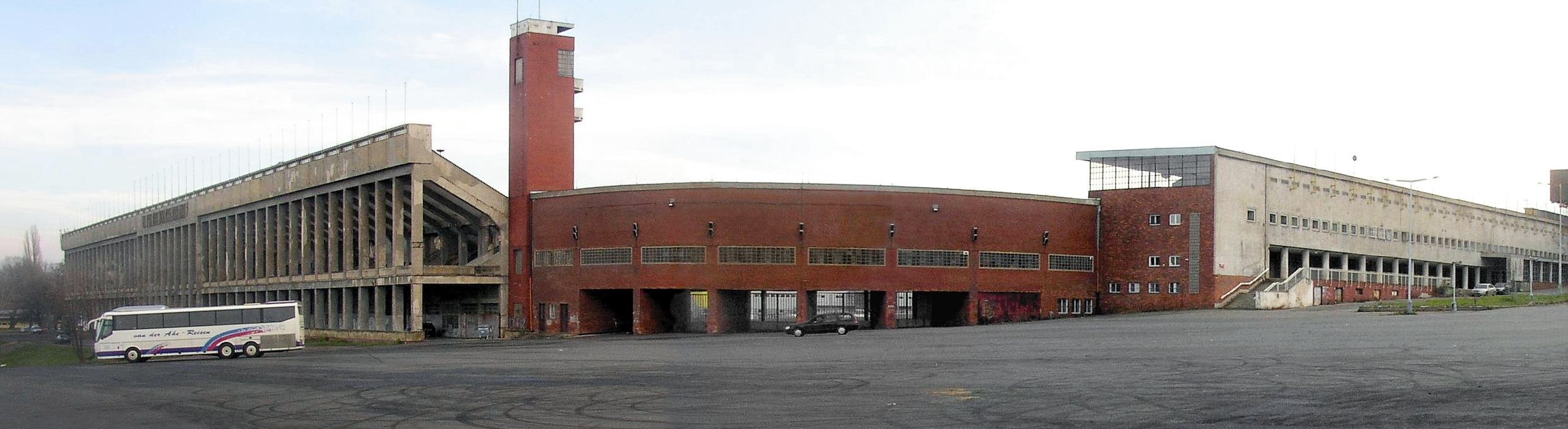
Estádio de Strahov, vista do noroeste.

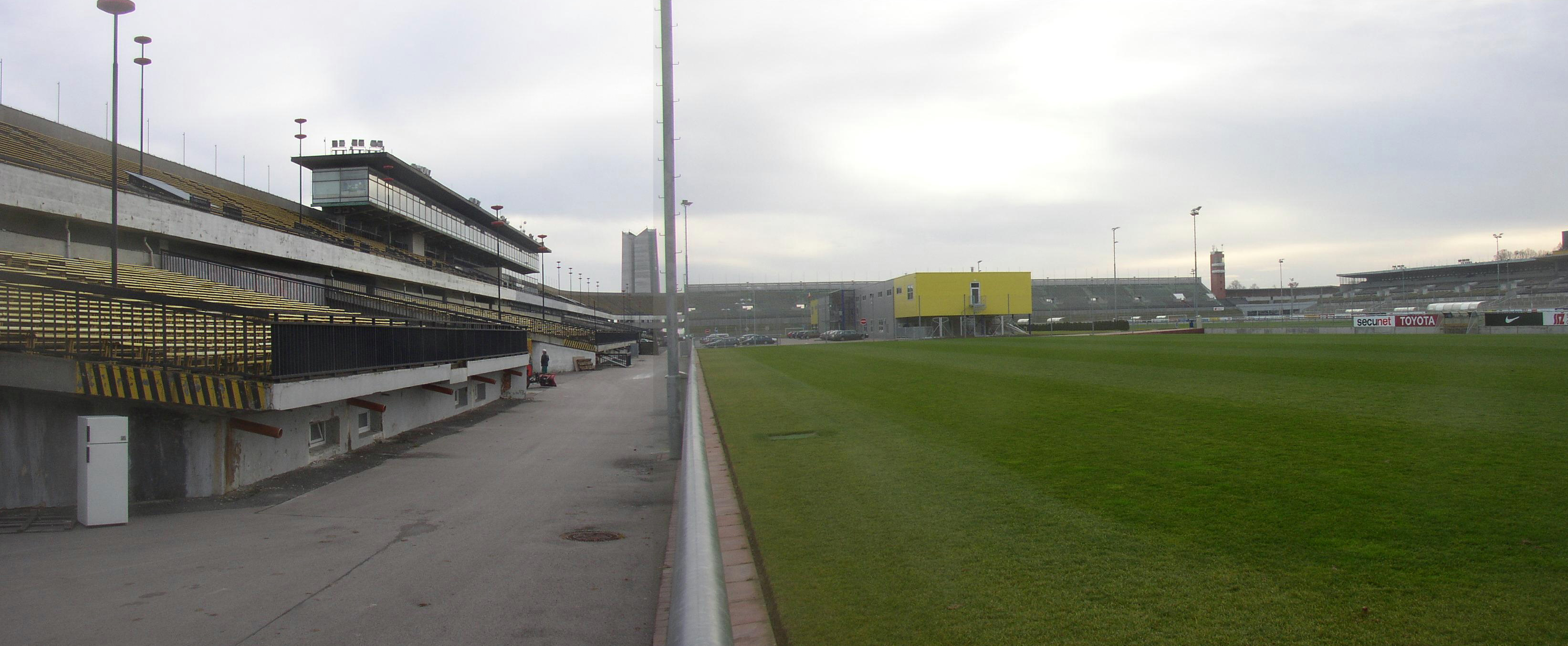
Interior do estádio a partir de seu canto nordeste, em 2006.

O Estádio de Strahov (oficialmente Grande Estádio de Strahov; em tcheco: Velký strahovský stadion) é um estádio situado no distrito de Strahov, em Praga, capital da Chéquia. Atualmente, só parte da massiva estrutura é utilizada para eventos esportivos, pois funciona como centro de treinamento para o clube de futebol Sparta Praga, e para sediar shows de música popular. O estádio situa-se sobre o monte Petřín, com vista para a cidade antiga, e tem acesso através do funicular de Petřín, que sobe ao topo do morro por entre jardins.
Com capacidade para cerca de 220 000 pessoas, o estádio é o maior do mundo e a segunda maior estrutura destinada a eventos esportivos em todo o mundo, depois do Indianapolis Motor Speedway. A sua construção se iniciou com um estádio de madeira erguido no local em 1926, e que foi substituído por arquibancadas de concreto em 1932. Outras renovações e expansões ocorreram em 1948 e 1975. O campo de jogo, cercado por assentos de todos os lados, tem 63.500 metros quadrados. O complexo do estádio, utilizado pela equipe do Sparta, tem oito campos de futebol (seis de tamanho padrão e dois de futsal).